# Babice (mytologie)

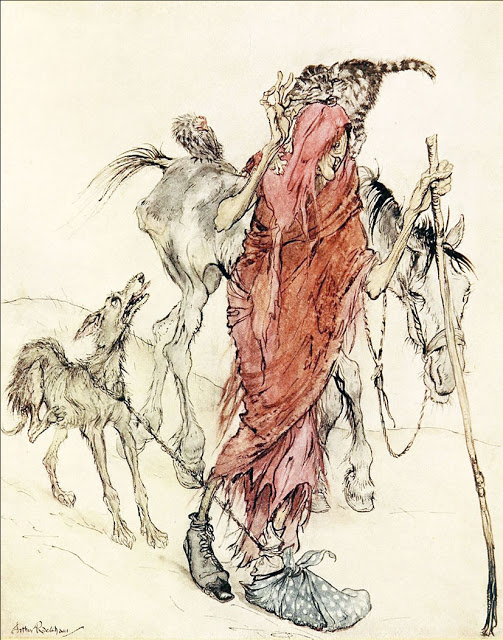
Ilustrace k irské pohádce The Hag of the Mill „Babice z Millu“, Arthur Rackham, 1920

Babice je zlovolná bytost v podobě staré ženy z evropských pověstí a pohádek, podobná čarodějnici a noční můře. Babice bývají zpravidla spojovány s nočním létáním, požírají lidi, obzvláště pak děti, žijí na odlehlých místech a vynikají ošklivostí. V době čarodějnických procesů byly často považovány za spřízněné s Ďáblem. K babicím patří například slovanská ježibaba a baba jaga, anglická hag, skotská baobh, římská striga, nebo lamia středověké učené tradice.

## Germáni
| Desátou znám píseň: v dálce když čarodějky vidím v povětří plout, zamávám na ně, že zbloudí a ztratí svou vlastní podobu, svou vlastní paměť. |
| Hávamál 155 |

Anglický výraz pro babici zní hag a do češtiny je překládán jako „babizna, ošklivá žena“. Vychází ze staroanglického hægtes „čarodějka“ a to zase z pragermánského *hagatusjon. První část slova lze spojit se staroanglickým haga „oplocení“, příbuzným se současným hedge „živý plot“ a hawthorn „hloh“, zatímco druhá část může souviset s norským tysja „víla, chromá žena“ a galským dusius „duch, démon“. Staroanglický výraz nemá mužský protějšek a označoval snad provozovatelky specificky ženských věšteckých praktik, později se ho užívalo pro vesnickou vědmu. Výraz haetnesse, který mohl vzniknout smíšením hægtes a hæþen „pohan“ je v některých textech použit pro pohanské bohyně.
Starohornoněmecké hagazussa „sedící na plotě“, a jemu příbuzné středohornoněmecké hazesse, se používalo pro ženské, lidožravé, duchy létající za nocí, ale také pro komediantky a promiskuitní ženy. Ve 13. století starší německé výrazy téměř vymizely z užívání, ale opět se objevily ve Švýcarsku, Alsasku a jihozápadním Německu v 15. století jako výraz pro čarodějnici v souvislosti s čarodějnickými procesy. Ve zbytku Německa byl namísto toho užíván výraz Unhulde, původně snad také označující stejné noční duchy, a Zauberin, který lze přeložit prostě jako „kouzelnice“. V učené literatuře se ale prosadilo slovo Hexe, odvozené od staršího hagazussa/hazesse.
Významově anglickému a německému slovu odpovídá severský výraz túnriðor „(ta) jedoucí na plotě“, objevující se v Hávamálu, kde se v českém překladu na jeho místě objevuje čarodějka. Na podobné pojetí zjevně poukazuje švédský právní text z 13. století Äldre Västgötalagen, v kterém se objevuje zmínka o ženách, které za soumraku jezdí na branách zvířecích ohrad a mají podobu trollů. Létání čarodějek povětřím nejspíše naráží na stav, do jisté míry podobný šamanské extázi, během kterého měly tělo opouštět jeho hamr, nebo hugr, které lze chápat jako oddělitelné složky jedince, jakési zvláštní „duše“. Tomuto výrazu odpovídá starohornoněmecké zunritha.

## Další
Ve slovanských zemích se objevují postavy jako je česká ježibaba a jezinka, nebo ruská baba jaga, jejichž jméno lze spojit s praslovanským *jęъ „mrzutý, nevrlý“. Mají zpravidla zlovolný charakter, vynikají ošklivostí, jsou lidožravé a kradou děti.
V Lotyšsku je babice známa pod slovem laume, které označuje zlomyslnou vílu, co letá vzduchem, splývající s raganou „čarodějnicí“. Původně však byla Lauma bohyní, snad spojenou s porodem.